# Eine königliche Winterromanze
Eine königliche Winterromanze (Originaltitel: A Royal Winter) ist ein US-amerikanischer Fernsehfilm von Ernie Barbarash aus dem Jahr 2017 und wurde von Hallmark Entertainment für die Reihe der Hallmark Channel Original Movies produziert. Die Weihnachts-Filmkomödie wurde am 21. Dezember 2019 bei RTL zum ersten Mal gezeigt.

## Handlung
Bevor die junge Rechtsanwältin Maggie, auf Drängen ihres Vaters, ihre erste Stelle bei einer großen Anwaltskanzlei in New York antritt, will sie noch schnell mit ihrer besten Freundin Sarah in Winterurlaub fahren. Die Reise geht in ein kleines Land in Europa, wo Maggie schon bald dem jungen und verwegenen Prinzen Adrian begegnet. Das Königshaus steht kurz vor der Krönung des Prinzen, und Königin Mutter ist vom ausschweifenden Lebensstil ihres Sohnes ganz und gar nicht begeistert. Ständig zieht er es vor, sich außerhalb des Palastes zu amüsieren, anstatt sich in seine zukünftigen Pflichten einzuarbeiten. Ehe sie sich versieht, hat Maggie ein Date mit Adrian, von dem sie nicht ahnen kann, dass er ein Prinz ist. Sie fühlen sich schnell seelenverwandt, da jeder von ihnen bald einen „Job“ machen soll, den er eigentlich gar nicht möchte.
Maggie ist immer mehr angetan von Adrian, findet jedoch heraus, wer er wirklich ist und dass ihn die Medien als Playboy beschreiben. Bei ihrem nächsten Treffen stellt Maggie den Prinzen zur Rede und so bietet er ihr an, ihn doch weiterhin zu begleiten, damit sie sich selber ein Bild von ihm machen kann. Doch damit nicht genug, lädt Adrian Maggie zum Abendessen in den Palast ein. Hier fühlt sich die junge Amerikanerin allerdings ein wenig deplatziert und kann Adrian gut verstehen, warum er sich dem Palast durch seine Ausflüge immer wieder entzieht. Da die Presse stets an königlichen Nachrichten interessiert ist, finden sich schon bald erste Fotos von Maggie und dem Prinzen. Das gefällt weder Maggies Vater, der solche Publicity für eine zukünftige Anwältin nicht gut findet, noch Adrians Mutter, die sogleich ihren Einfluss nutzt, um Maggie von ihrem Sohn wegzulocken. Sie kontaktiert Maggies zukünftigen Arbeitgeber, der auch sofort reagiert und Maggie nach New York locken soll. Hin- und hergerissen von den Möglichkeiten die eine Festanstellung bietet gegenüber ihrer jungen Liebe zu einem Monarchen. Maggie ist fest entschlossen ihren Urlaub abzubrechen und nicht weiter ihren Träumen nachzujagen. Zu ihrer Überraschung erfährt sie, dass die bevorstehende Krönung von Adrian entgegen den alten Regeln öffentlich erfolgen soll und so bedauert sie es noch mehr, nicht dabei sein zu können. Doch Maggie wird die Entscheidung am Ende leicht gemacht, als Adrians Mutter sich bei ihr entschuldigt, weil sie ihre Meinung über Maggie geändert hätte und sie der Liebe ihres Sohnes nicht weiter im Wege stehen will. So nimmt Maggie nicht nur an der Krönungszeremonie teil, sondern verlängert ihren Aufenthalt in König Adrians Reich, zu dessen Freude, auf unbestimmte Zeit.

## Hintergrund
Eine königliche Winterromanze wurde im historischen Stadtzentrum und der Zitadelle von Sighișoara, in Mures und in Bukarest gedreht und am 14. Januar 2017 in den USA veröffentlicht. In Deutschland war der Film ab 2. Oktober 2019 per DVD verfügbar und wurde am 21. Dezember 2019 erstmals im Free-TV (RTL) ausgestrahlt.

## Kritik
Die Kritiker der Fernsehzeitschrift TV Spielfilm meinten der Film sei die „Übliche Weihnachts-Liebesgeschichte, aber durchaus charmant.“
Filmdienst.de nannte den Film eine „In gefälligen Kulissen spielende (Fernseh-)Liebeskomödie mit den üblichen Verwicklungen und mühelos zu bewältigenden Konflikten ähnlicher Produktionen. Solide Darsteller und der leichte Tonfall machen den Film vergleichsweise annehmbar.“